# Spijkerbosch
Het Spijkerbosch is een monumentaal landhuis in de Overijsselse gemeente Olst-Wijhe in de buurt van Boskamp.
Het landhuis dateert uit het begin van de 17e eeuw. In 1659 is het gebouw voorzien van een nieuwe entree. Het jaartal 1659 is aangebracht boven de deur. Oorspronkelijk stond er op deze plaats een zogenaamde spieker, waarschijnlijk bedoeld voor de opslag van graan. In de loop der tijd is het gebouw vergroot en verfraaid tot een riant landhuis. Abraham de Haen maakte omstreeks 1730 een prent van Spijkerbosch naar een tekening van Cornelis Pronk. Eenzelfde soort prent vervaardigde Gerrit Toorenburgh van het Spijkerbosch in 1759. Muurankers op deze prenten vermelden het jaar 1611. In de 18e eeuw deed het gebouw dienst als toevluchtsoord voor katholieke bewoners in de omgeving. Er werden kerkdiensten gehouden, ook werden er huwelijken voltrokken en kinderen gedoopt. Het gebouw is onder andere in het bezit geweest van leden van de families Schimmelpenninck, Van Hoëvell tot Nijenhuis en Van Limburg Stirum. Het huis werd op het eind van de 19e eeuw verbouwd en kreeg toen zijn eclectische uiterlijk.
Spijkerbosch werd in 2005 ingeschreven als rijksmonument in het monumentenregister. Het gebouw kreeg deze status vanwege de ouderdom, de delen uit de 17e eeuw die bewaard zijn gebleven en als een voorbeeld van de eclectische bouwtrant in de 19e eeuw. Ook het koetshuis en de historische tuin- en parkaanleg zijn aangewezen als rijksmonument.

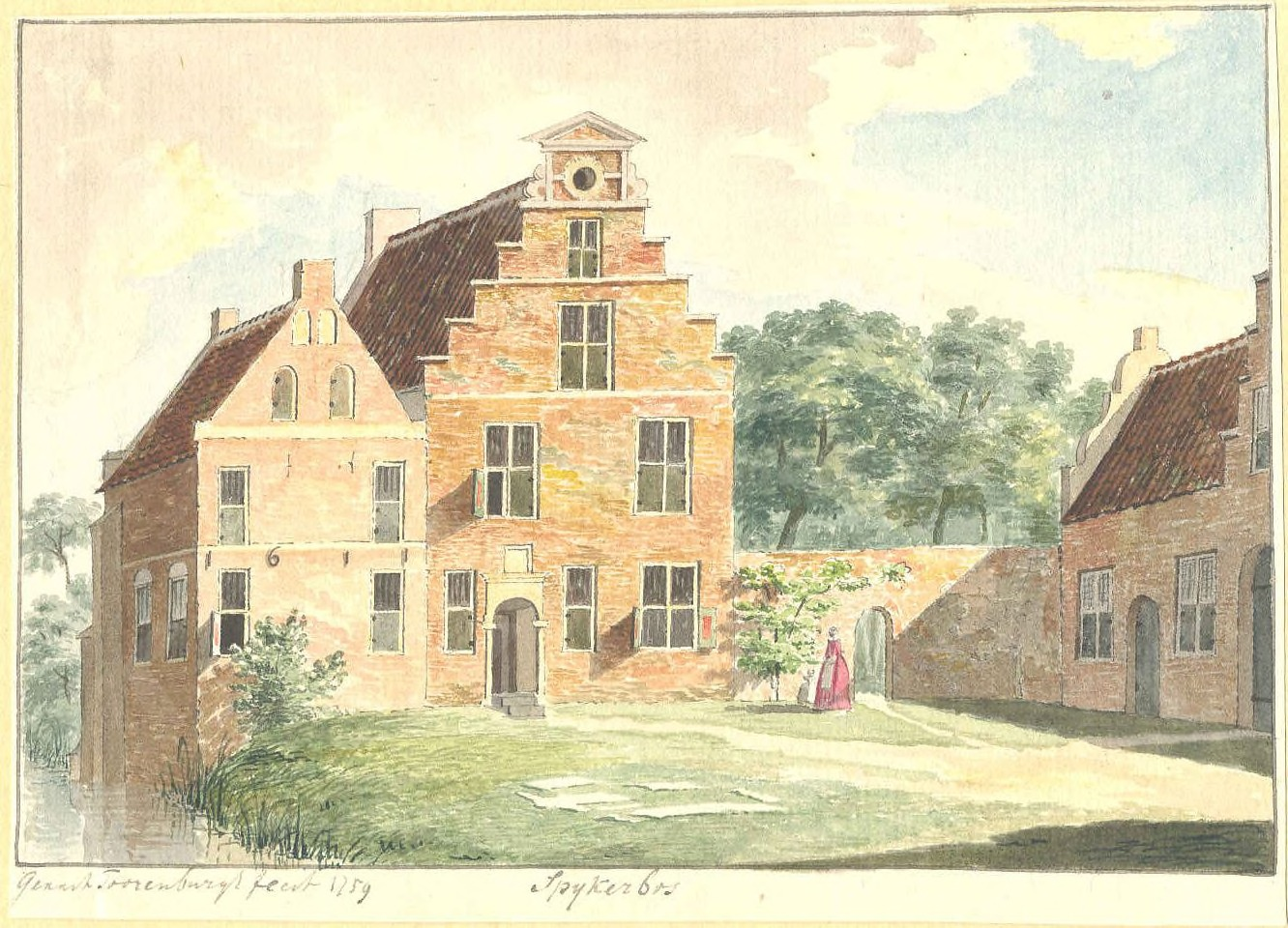
Het Spijkerbosch anno 1611, prent van Gerrit Toorenburgh uit 1759